# خليج ريغا

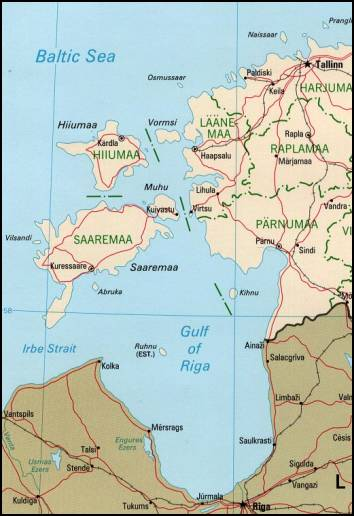
خليج ريغا

خليج ريغا (بالألمانية: Rigaischer Meerbusen)‏, (باللاتفية: Rīgas jūras līcis)‏, (بالإستونية: Liivi laht)‏ هو خليج في بحر البلطيق يقع بين لاتفيا و إستونيا.
تبلع مساحة المسطح المائي في خليج ريغا حولي 18000 كلم مربع. أكبر عمق يصل إلى 67 مترا. تفصل جزيرة ساريما الخليج جزئيا عن باقي بحر البلطيق. أهم مخرج في الخليج هو مضيق إيرب وأهم المدن المطلة عليه هي ريغا و بارنو وجورمالا و كوريسار.